# Moon Ye-won

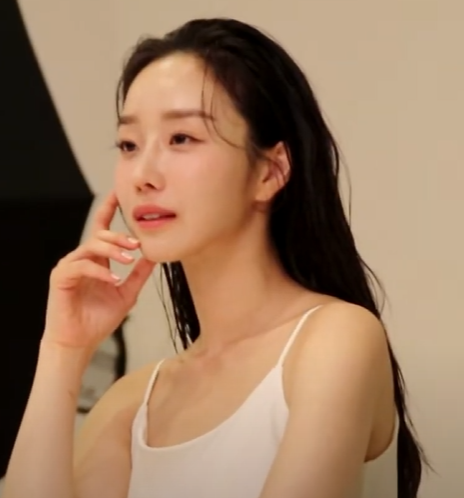
Moon Ye-won, 2020

Moon Ye-won (koreanisch 문예원; * 10. September 1991 in Südkorea) ist eine südkoreanische Schauspielerin.

## Leben und Karriere
Moon wurde am 10. September 1991 in Südkorea geboren. Sie studierte an der Dongduk Women’s University. Ihr Debüt gab sie 2018 in der Serie Children of Nobody. Danach bekam sie in Gonjiam: Haunted Asylum eine Hauptrolle. Im selben Jahr trat sie in Illang: The Wolf Brigade auf. 2019 wurde sie für die Serie Legal High gecastet.
Moon spielte 2020 in der Serie Hyena mit. Unter anderem war sie 2021 in Happiness zu sehen. 2022 setzte sie ihre Karriere in Love Is for Suckers fort.

## Filmografie (Auswahl)
Filme
- 2018: Gonjiam: Haunted Asylum
- 2018: Illang: The Wolf Brigade

Serien
- 2018: Children of Nobody
- 2019: Legal High
- 2020: Hyena
- 2021: Happiness
- 2021: One Ordinary Day
- 2022: Three Bold Siblings
- 2022: Love Is for Suckers